# Anna Oxa

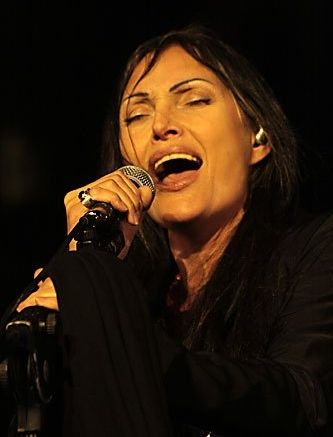
Anna Oxa (2008)

Anna Oxa (* 28. April 1961 in Bari als Iliriana Hoxha) ist eine italienisch-albanische Sängerin. Seit 1978 nahm sie 15-mal am Sanremo-Festival teil und gewann es zweimal. Daneben trat sie auch als Fernsehmoderatorin in Erscheinung.

## Leben
Hoxha wurde als Tochter eines Albaners und einer Italienerin in Bari geboren. Mit 16 Jahren begann sie als Anna Oxa beim Sanremo-Festival 1978 ihre professionelle Musikkarriere, wo sie das Lied Un’emozione da poco (geschrieben von Ivano Fossati) präsentierte und den zweiten Platz erreichte. Im Anschluss stieg sie auf Platz eins der Singlecharts. Nach einer Teilnahme am Wettbewerb Festivalbar mit Fatelo con me (ebenfalls von Fossati) veröffentlichte die Sängerin ihr erstes Album Oxanna. 1979 folgte Anna Oxa mit der Single Pagliaccio azzurro (einem Bob-Seger-Cover) und 1980 das Minialbum Controllo totale. 1979 hatte sie in Maschio, femmina, fiore, frutto von Ruggero Miti auch ihre erste Filmrolle. Danach unterschrieb Oxa einen neuen Plattenvertrag mit CBS und nahm 1982 mit Io no (geschrieben von Mario Lavezzi) wieder am Sanremo-Festival teil.
Das nächste Album Per sognare, per cantare, per ballare erschien 1983 und 1984 kehrte die Sängerin mit Non scendo nach Sanremo zurück, gefolgt vom Album La mia corsa. 1985 präsentierte sie beim Festival das von Roberto Vecchioni geschriebene Lied A lei und veröffentlichte das Album Oxa, im Jahr darauf nahm sie mit È tutto un attimo zum dritten Mal in Folge am Festival teil. Das Lied war auch namensgebend für das nächste Album. Nach einer weiteren Festivalteilnahme 1988 mit Quando nasce un amore und der Veröffentlichung des Albums Pensami per te trat Anna Oxa an der Seite von Enrico Montesano auch als Moderatorin der beliebten italienischen Fernsehshow Fantastico in Erscheinung.
Bei ihrer insgesamt siebten Teilnahme am Sanremo-Festival, diesmal im Duett mit Fausto Leali, gelang ihr 1989 mit dem Lied Ti lascerò erstmals der Sieg. Damit konnten sie und Leali auch Italien beim Eurovision Song Contest 1989 mit Avrei voluto vertreten. Oxas nächstes Album war Tutti i brividi del mondo, das sie während einer Sommertournee zusammen mit der populären Gruppe New Trolls präsentierte. Aus der Tournee ging 1990 ein Livealbum hervor, im selben Jahr ging die Sängerin mit Donna con te erneut in Sanremo ins Rennen. Es folgte ein kurzer Rückzug aus der Öffentlichkeit und die Sängerin wurde Mutter einer Tochter, bis sie 1992 bei Columbia ihr neues Album Di questa vita veröffentlichte. 1993 und 1994 erschienen zwei den Cantautori gewidmete Coveralben, außerdem moderierte Oxa an der Seite von Pippo Baudo erstmals das Sanremo-Festival.
Im Jahr 1996 veröffentlichte Oxa Anna non si lascia und nahm an Festivalbar teil. Mit Storie wurde sie 1997 erneut Zweite im Sanremo-Festival, das Lied fand Eingang in eine Kompilation. 1999 gelang der Sängerin schließlich, bei ihrer zehnten Teilnahme, mit dem Lied Senza pietà ein weiterer Sieg in Sanremo. Nach der Veröffentlichung des gleichnamigen Albums und einer weiteren Festivalbar-Teilnahme kehrte sie auch 2001 nach Sanremo zurück und präsentierte L’eterno movimento. Anschließend erschien das gleichnamige Album, während 2003 das in Sanremo präsentierte Cambierò und das bei Festivalbar präsentierte Il muro das Album Ho un sogno einleiteten. Im Jahr darauf ging die Sängerin mit Fabio Concato auf Tournee.
Beim Sanremo-Festival 2006 ging Oxa mit Processo a me stessa ins Rennen und veröffentlichte anschließend das Livealbum La musica è niente se tu non hai vissuto. Die Single Tutto l’amore intorno (wieder von Ivano Fossati) kündigte schließlich 2010 ihre Rückkehr ins Rampenlicht an, die mit dem Album Proxima erfolgte. Schon 2011 nahm sie ein 14. Mal am Sanremo-Festival teil, ihr Beitrag La mia anima d’uomo war jedoch nur mäßig erfolgreich und erreichte das Finale nicht. 2014 war Oxa Teilnehmerin der Tanzshow Ballando con le stelle (italienische Version von Strictly Come Dancing), 2016 Jurorin in der 15. Staffel der Castingshow Amici di Maria De Filippi.
2020 präsentierte Oxa mit Primo cuore (Canto nativo) ein neues Lied, anschließend war sie mehrfach wieder im Fernsehen zu sehen. Im selben Jahr erwarb sie auch die albanische Staatsangehörigkeit. Beim Sanremo-Festival 2023 ging sie mit dem Lied Sali (canto dell’anima) ins Rennen.

## Diskografie

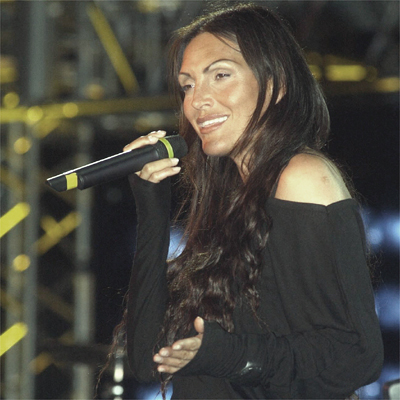
Auftritt (2003)

### Studioalben
- 1978: Oxanna (RCA PL 31384)
- 1980: Controllo totale (Q disc; RCA PC 33411)
- 1983: Per sognare, per cantare, per ballare (CBS 25428)
- 1984: La mia corsa (CBS 25905)

| Jahr | Titel Musiklabel Katalog-Nr.             | Höchstplatzierung, Gesamtwochen, AuszeichnungChartsChartplatzierungen (Jahr, Titel, Musiklabel Katalog-Nr., Platzierungen, Wochen, Auszeichnungen, Anmerkungen) | Anmerkungen                              |
| Jahr | Titel Musiklabel Katalog-Nr.             | IT | Anmerkungen                              |
| ---- | ---------------------------------------- | --- | ---------------------------------------- |
| 1979 | Anna Oxa RCA PL 31444                    | IT43 (4 Wo.)IT | Charteinstieg: 2006                      |
| 1985 | Oxa CBS 26140                            | IT20 (7 Wo.)IT |                                          |
| 1986 | È tutto un attimo CBS 26884              | IT23 (2 Wo.)IT |                                          |
| 1988 | Pensami per te CBS 460665                | IT25 (1 Wo.)IT |                                          |
| 1989 | Tutti i brividi del mondo CBS 465497     | IT7 (16 Wo.)IT |                                          |
| 1992 | Di questa vita Columbia COL 471501       | IT9 (7 Wo.)IT |                                          |
| 1993 | Cantautori Columbia COL 473803 1         | IT11 (10 Wo.)IT | Coveralbum                               |
| 1993 | Do di petto Columbia COL 474827 1        | IT25 (1 Wo.)IT |                                          |
| 1994 | Cantautori 2 Columbia COL 476958 2       | IT19 (3 Wo.)IT | Coveralbum                               |
| 1996 | Anna non si lascia Columbia COL 483578 2 | IT12 (5 Wo.)IT |                                          |
| 1999 | Senza pietà Columbia COL 489819 2        | IT4 (6 Wo.)IT |                                          |
| 2001 | L’eterno movimento Sony BMG              | IT27 (6 Wo.)IT |                                          |
| 2003 | Ho un sogno Sony BMG                     | IT7 (3 Wo.)IT |                                          |
| 2010 | Proxima CDM                              | IT4 (9 Wo.)IT | Erstveröffentlichung: 28. September 2010 |

### Livealben
| Jahr | Titel Musiklabel Katalog-Nr.                 | Höchstplatzierung, Gesamtwochen, AuszeichnungChartsChartplatzierungen (Jahr, Titel, Musiklabel Katalog-Nr., Platzierungen, Wochen, Auszeichnungen, Anmerkungen) | Anmerkungen                                            |
| Jahr | Titel Musiklabel Katalog-Nr.                 | IT | Anmerkungen                                            |
| ---- | -------------------------------------------- | --- | ------------------------------------------------------ |
| 1990 | Live con i New Trolls CBS COL 466728 1       | IT8 (12 Wo.)IT | mit New Trolls 2010 Platz 98 (1 Woche) der FIMI-Charts |
| 2006 | La musica è niente se tu non hai vissuto EMI | IT29 (3 Wo.)IT |                                                        |

### Kompilationen
| Jahr | Titel Musiklabel Katalog-Nr.                              | Höchstplatzierung, Gesamtwochen, AuszeichnungChartsChartplatzierungen (Jahr, Titel, Musiklabel Katalog-Nr., Platzierungen, Wochen, Auszeichnungen, Anmerkungen) | Anmerkungen        |
| Jahr | Titel Musiklabel Katalog-Nr.                              | IT | Anmerkungen        |
| ---- | --------------------------------------------------------- | --- | ------------------ |
| 1988 | Fantastica Oxa CBS 465090                                 | IT16 (7 Wo.)IT |                    |
| 1997 | Storie – I miei più grandi successi Columbia COL 487269 2 | IT8 (27 Wo.)IT |                    |
| 2001 | Collezione Sony BMG                                       | IT48 (3 Wo.)IT |                    |
| 2004 | Mie Sony                                                  | IT28 (4 Wo.)IT |                    |
| 2010 | New Artwork 2009 (Successi Flashback) Sony                | IT80 (1 Wo.)IT |                    |
| 2010 | Le mie più belle canzoni Sony                             | IT94 (1 Wo.)IT |                    |
| 2013 | I miei successi Sony                                      | IT56 Gold · (6 Wo.)IT | Verkäufe: + 25.000 |

### Singles (Auswahl)
| Jahr | Titel Album                                   | Höchstplatzierung, Gesamtwochen, AuszeichnungChartsChartplatzierungen (Jahr, Titel, Album, Platzierungen, Wochen, Auszeichnungen, Anmerkungen) | Anmerkungen                                                                                   |
| Jahr | Titel Album                                   | IT | Anmerkungen                                                                                   |
| ---- | --------------------------------------------- | --- | --------------------------------------------------------------------------------------------- |
| 1978 | Un’emozione da poco Oxanna                    | IT1 Platin · (16 Wo.)IT | RCA, PB 6144 B-Seite: Questa è vita; Verkäufe: + 100.000                                      |
| 1978 | Fatelo con me Oxanna                          | IT19 (4 Wo.)IT | RCA, PB 6195 B-Seite: Pelle di serpente                                                       |
| 1980 | Controllo totale                              | IT24 (4 Wo.)IT | RCA, PB 6455 B-Seite: Metropolitana                                                           |
| 1982 | Io no                                         | IT16 (5 Wo.)IT | CBS, A 1971 B-Seite: Cammina                                                                  |
| 1984 | Non scendo La mia corsa                       | IT25 (1 Wo.)IT | CBS, 4167 B-Seite: Primo amore come stai                                                      |
| 1985 | A lei Oxa                                     | IT13 (6 Wo.)IT | CBS, A 6026 B-Seite: Piccola piccola fantasia                                                 |
| 1986 | È tutto un attimo                             | IT4 (8 Wo.)IT | CBS, 6888 B-Seite: Tenera immagine                                                            |
| 1988 | Quando nasce un amore Pensami per te          | IT15 Gold · (7 Wo.)IT | CBS, 651416-7 B-Seite: Estensione 2008 Platz 27 (2 Wochen) der FIMI-Charts Verkäufe: + 25.000 |
| 1989 | Ti lascerò                                    | IT4 Gold · (15 Wo.)IT | CBS, 654698-7 mit Fausto Leali; Verkäufe: + 25.000                                            |
| 1990 | Donna con te Live con i New Trolls            | IT6 (20 Wo.)IT | CBS, 655695 7                                                                                 |
| 1999 | Senza pietà                                   | IT10 (3 Wo.)IT |                                                                                               |
| 2001 | L’eterno movimento                            | IT25 (3 Wo.)IT |                                                                                               |
| 2001 | Io sarò con te L’eterno movimento             | IT48 (1 Wo.)IT |                                                                                               |
| 2003 | Cambierò Ho un sogno                          | IT18 (1 Wo.)IT |                                                                                               |
| 2010 | Tutto l’amore intorno Proxima                 | IT33 (2 Wo.)IT |                                                                                               |
| 2011 | La mia anima d’uomo Proxima (Sanremo Edition) | IT55 (1 Wo.)IT |                                                                                               |
| 2023 | Sali (canto dell’anima) –                     | IT43 (3 Wo.)IT | Beitrag für das Sanremo-Festival 2023                                                         |

## Filmografie
- 1979: Maschio, femmina, fiore, frutto